# مرسه یورنس
مِرسه یورنس سِرا (کاتالونیایی: Mercè Llorens Serra؛ زادهٔ ۱۴ مه ۱۹۷۹) بازیگر اهل اسپانیا است.
از فیلم‌ها یا مجموعه‌های تلویزیونی که وی در آن‌ها نقش داشته است، می‌توان به خانواده سرانو و بیمارستان مرکزی اشاره نمود.